# Günter Schlierkamp
Günter Schlierkamp (ur. 2 lutego 1970 w Olfen) – niemiecki kulturysta i aktor.

## Życiorys
Urodził się w Olfen w kraju związkowym Nadrenia Północna-Westfalia. Wychowywał się na farmie. Sporty siłowe uprawia odkąd miał dwanaście lat. W 1996 roku poślubił Carmen Jourst. Wkrótce potem przeniósł się do Stanów Zjednoczonych.
Członek prestiżowej Międzynarodowej Federacji Kulturystyki i Fitnessu (IFBB). Jesienią 1988 roku brał udział w mistrzostwach debiutantów w Essen; w kategorii juniorów o wadze ciężkiej wywalczył złoto. Jako kulturysta zawodowy debiutował w pierwszej połowie lat dziewięćdziesiątych (dokładnie w 1993). W 1990 został absolutnym zwycięzcą Mistrzostw Niemiec w kulturystyce. Dwa lata później podczas Mistrzostw Europy Amatorów zdobył złoty medal w kategorii wagowej ciężkiej, w 1993 powtórzył ten sukces w trakcie Mistrzostw Świata. W 1995 uhonorowano go srebrnym medalem na zawodach IFBB Canada Pro Cup; w 2002 – złotym na zawodach GNC Show of Strength. Wielokrotnie startował w ogólnoświatowych zmaganiach Mr. Olympia; w roku 2005 uplasował się w nich na czwartej pozycji. Znaczące sukcesy na szczeblu międzynarodowym odnosił w sumie przez osiemnaście lat. Obwód klatki piersiowej Schlierkampa wynosi 147 cm; obwód bicepsa – 58 cm.
Wystąpił w kilku filmach, między innymi w komediach Święto piwa (2006) i Jack i Jill (2011). W filmie akcji Never Surrender (2009) zagrał u boku Georgesa St-Pierre’a i Jamesa Russo. Wcielił się w postać Łamacza, niebezpiecznego, muskularnego zawodnika mieszanych sztuk walki.
W 2003 rozwiódł się z Jourst. W marcu 2007 jego żoną została Kim Lyons, trenerka, dietetyk i modelka fitness. Mieszka w Hermosa Beach w Kalifornii.

## Warunki fizyczne
- wzrost: 186 cm
- waga w sezonie zmagań sportowych: ok. 135 kg
- waga poza sezonem zmagań sportowych: 145−150 kg
- obwód bicepsa: 58 cm
- obwód klatki piersiowej: 147 cm
- wskaźnik masy ciała: 37,77[4]

## Osiągnięcia sportowe (wybór)
- 1988: Mistrzostwa debiutantów w kulturystyce – Essen, Niemcy, kategoria juniorów, waga ciężka – I m-ce
- 1988: Grand Prix Tour – Westfalia, Niemcy – I m-ce
- 1990: Mistrzostwa Niemiec w kulturystyce, kategoria ogólna – I m-ce
- 1990: Mistrzostwa Niemiec w kulturystyce, kategoria juniorów, waga ciężka – I m-ce
- 1992: Mistrzostwa Niemiec w kulturystyce, kategoria wagowa ciężka – I m-ce
- 1992: Mistrzostwa Europy w kulturystyce amatorskiej, federacja IFBB, kategoria wagowa ciężka – I m-ce
- 1993: Mistrzostwa Świata w kulturystyce amatorskiej, federacja IFBB, kategoria wagowa ciężka – I m-ce
- 1995: Canada Pro Cup, federacja IFBB – II m-ce
- 1999: Ironman Pro Invitational, federacja IFBB – V m-ce
- 2000: Ironman Pro Invitational, federacja IFBB – IV m-ce
- 2000: Grand Prix Anglii – IV m-ce
- 2002: Mr. Olympia, federacja IFBB – V m-ce
- 2002: GNC Show of Strength – I m-ce
- 2003: Mr. Olympia, federacja IFBB – V m-ce
- 2003: Grand Prix Anglii – III m-ce
- 2003: Grand Prix Holandii – IV m-ce
- 2003: GNC Show of Strength – V m-ce
- 2004: Arnold Classic – IV m-ce
- 2005: Mr. Olympia, federacja IFBB – IV m-ce

## Filmografia
Filmy fabularne/krótkometrażowe
- 1999: Arnold Schwarzenegger: Hollywood Hero jako Atlas
- 2001: Rock Hard – Gunter Schlierkamp jako on sam
- 2002: Günter Schlierkamp: Güntermania jako on sam
- 2006: Święto piwa (Beerfest) jako Schlemmer/Łakomczuch
- 2007: FIBO 2004: Muscle to the Max jako on sam
- 2008: Theogony jako Atlas
- 2009: Never Surrender jako Łamacz
- 2010: Hollywood Beat jako robotnik budowlany
- 2011: Jack i Jill (Jack and Jill) jako trener
- 2011: The Mudman jako Ezra Black

Seriale telewizyjne/internetowe
- 2005: Kurtlar Vadisi jako bodyguard
- 2008: Reality Bites Back jako USA Hole

Kaskader
- 2003: Hulk

Źródła: